# Judson Harmon
Judson Harmon (3. februar 1846 – 22. februar 1927) var en amerikansk demokratisk politiker fra delstaten Ohio.
Han studerede lov ved Law School of Cincinnati College og indledede sin karriere som advokat i 1869.
Han gjorde tjeneste som USA's justitsminister under præsident Grover Cleveland 1895-1897. Han var guvernør i Ohio 1909-1913. I 1910 besejrede han den fremtidige præsident Warren G. Harding i guvernørvalget.
- Wikimedia Commons har flere filer relateret til Judson Harmon

| Efterfulgte: Richard Olney | USA's justitsminister 1895–1897 | Efterfulgtes af: Joseph McKenna |

1. ↑  Navnet er anført på engelsk og stammer fra Wikidata hvor navnet endnu ikke findes på dansk.